# 就愛談天
《就愛談天》（英語：Shiningstar），2010年台灣偶像劇，攝影手影像傳播股份有限公司製作，由周幼婷、陳志強、路嘉欣、吳心愛主演。2010年10月17日於公視上檔，2011年7月2日則在台視綜合台上檔。

## 剧情简介
一群爱说话的女生，在一起就聊星座或算命等这些似是而非的话题，就在女主角星仪要去参加甄试的前一天，她抽到代表好运的“星星”，但事实并非如此，她当天参加教师甄试时，报考的人事也破表，原本入取率就很低，外加她在试教时抽到“彗星”这个题目，虽然她用不同以往的动手做的教学方式，不过因不小心造成小小的意外伤害。

## 播出時間
以下時間以當地時間（台灣時間）為準

### 首播
| 片名     | 頻道       | 所在地 | 播放日期及時間                       |
| -------- | ---------- | ------ | ------------------------------------ |
| 就愛談天 | 公視       | 台灣   | 2010年10月17日                       |
| 就愛談天 | 台視綜合台 | 台灣   | 2011年7月2日每週六、星期日16：30播出 |

### 重播
| 片名     | 頻道     | 所在地 | 播放日期及時間                       |
| -------- | -------- | ------ | ------------------------------------ |
| 就愛談天 | 台視主頻 | 台灣   | 2011年9月4日每週六、星期日07：00播出 |

## 演員陣容

### 主要演員
- 周幼婷 飾 李星儀
- 吳心愛 飾 杜曉慧
- 陳志強 飾 阿宅
- 路嘉欣 飾 賈淑女

### 其他演員
- 林威利 飾 菜鳥
- 林柏宏 飾 李小龍
- Morris 飾 希亞
- 林明 飾 家賈王
- 陳俊言 飾 家迦玖
- 王子華 飾 王大明

## 片中歌曲
- 片頭曲：〈The Super Shinning Star〉
演唱：  作曲：周志華 作詞：周志華

## 重要場景
- 玉山塔塔加鹿林前山中央大學鹿林天文台

## 製作團隊
- 製作人：陳宜莉
- 編　劇：陳宜莉
- 導　演：陳宜莉
- 製作公司：攝輯手影像傳播股份有限公司
- 贊助單位：國家科學委員會

## 科學顧問
- 陳文屏（國立中央大學天文研究所）
- 呂凌霄（國立中央大學太空科學研究所）
- 傅學海（國立臺灣師範大學地球科學系）
- 曾耀寰（中央研究院天文及天文物理研究所）
- 吳志剛（台北市立天文科學教育館）

## 外部連結
- 《就愛談天》官方網站[永久]
- 《就愛談天》片頭 （页面存档备份，存于）